# 作阳短期大学
作阳音乐短期大学（日语：／ Sakuyo Ongaku Tanki Daigaku *），简称作短（さくたん），是一所位于日本冈山县仓敷市的私立短期大学。

## 概要

### 简介
- 学校最早可以追溯到1930年[1]。短期大学为于1951年开办[1]、由学校法人作阳学园经营、来源于大乘佛教思想。

### 历史
- 1951年 作阳短期大学成立并同时设置家政科[1]。
- 1961年 保育科成立[1]。
- 1963年 音乐科成立[1]。
- 1967年 专科音乐专攻成立[1]。
- 1970年 家政科变更为家政学科、保育科变更为幼儿教育学科[1]。
- 1971年 家政学科分离为家政专攻和食物营养专攻[1]。
- 1987年 信息处理学科成立[1]。
- 1996年 音乐科校园迁到仓敷市。家政学科家政专攻和食物营养专攻、幼儿教育学科各自招生最后[2]。
- 1999年 家政专攻和食物营养专攻、幼儿教育学科各自停办[2]。
- 2001年 信息处理学科招生最后[2]。
- 2003年 信息处理学科停办[2]。
- 2009年 改校名为作阳音乐短期大学[1]。

### 宪章
- 请参看作阳音乐短期大学的标志 （页面存档备份，存于） （日語） 2013年12月4日阅览。

## 学校环境
- 仓敷校区：在冈山县仓敷市
  - 音乐科
- 冈山校区：在了冈山县冈山市
  - 信息处理学科[注 2]
- 津山校区：在了冈山县津山市
  - 家政学科[注 1]
    - 家政专攻[注 1]
    - 食物营养专攻[注 1]

  - 幼儿教育学科[注 1]

## 历任校长
- 松田英毅：现在短期大学校长[3]

## 组织

### 学科
- 音乐科

### 前学科
- 家政学科[注 1]
  - 家政专攻[注 1]
  - 食物营养专攻[注 1]
- 幼儿教育学科[注 1]
- 信息处理学科[注 2]

### 专科
| - 音乐专攻 |

### 业余课程
| - 没有 |

## 相关链接
- 日本短期大学列表
- 仓敷作阳大学